# Janusz Kurtyka

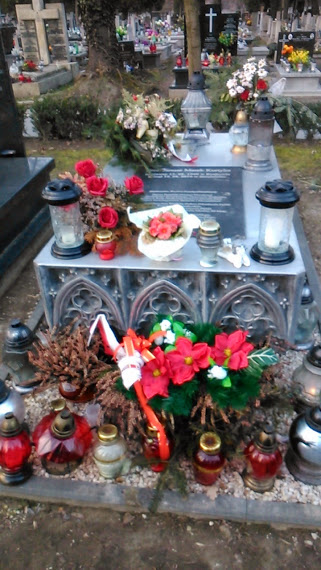
Grób Janusza Kurtyki w alei zasłużonych cmentarza Rakowickiego w Krakowie

Janusz Marek Kurtyka (ur. 13 sierpnia 1960 w Krakowie, zm. 10 kwietnia 2010 w Smoleńsku) – polski historyk, doktor habilitowany nauk humanistycznych, w latach 2005–2010 prezes Instytutu Pamięci Narodowej.

## Życiorys
Janusz Kurtyka urodził się 13 sierpnia 1960 w Krakowie. Młodość spędził w dzielnicy Nowa Huta, uczęszczał do tzw. tysiąclatki – Szkoły Podstawowej nr 95 im. Władysława Broniewskiego przy ul. Wileńskiej 9 oraz do Szkoły Podstawowej nr 104 im. Stefanii Sempołowskiej (przemianowanej w III RP na SP im. Jana Matejki) na osiedlu Wysokim 7. Był absolwentem III Liceum Ogólnokształcącego im. Jana Kochanowskiego w Krakowie z 1979. W sierpniu 1983 ukończył studia historyczne o specjalności nauczycielskiej na Wydziale Filozoficzno-Historycznym Uniwersytetu Jagiellońskiego, uzyskując magisterium na podstawie pracy zatytułowanej Morawicka linia Toporczyków w XIII do XV w. Studium historyczno-genealogiczne. Podczas studiów działał w Kole Naukowym Historyków Studentów UJ (dwie kadencje od 1980 do 1982 był wiceprezesem jego zarządu), był inicjatorem, współzałożycielem i redaktorem naczelnym „Studenckich Zeszytów Historycznych”, wydawanych przez KNHS UJ, od 1982 do 1983 kierował działem wydawnictw KNHS UJ. Jesienią 1980 znalazł się wśród założycieli Niezależnego Zrzeszenia Studentów na swoim wydziale, brał udział w organizowanych przez zrzeszenie protestach. Od 1983 odbywał studia doktoranckie w Instytucie Historii PAN w Warszawie (od września 1987 przerwane na rok z uwagi na konieczność odbycia zasadniczej służby wojskowej). W 1989 opublikował w podziemnym obiegu pierwszą wydaną w Polsce biografię Leopolda Okulickiego. Poza badaniami doktoranckimi współtworzył Słownik historyczno-geograficznego województwa krakowskiego w średniowieczu oraz redagował hasła do Polskiego Słownika Biograficznego, pracował także w redakcji historycznej Wielkiej Encyklopedii PWN. W 1995 obronił doktorat w Polskie Akademii Nauk (temat dysertacji: Tęczyńscy. Studium z dziejów polskiej elity możnowładczej w średniowieczu; jej promotorem był Antoni Gąsiorowski, recenzentami Feliks Kiryk i Błażej Śliwiński; praca została wydana w 1997). Od 1 lipca 1995 pracował na stanowisku adiunkta. W 2000 uzyskał stopień doktora habilitowanego nauk humanistycznych w zakresie historii średniowiecznej na Wydziale Historii UJ (rozprawa na temat Latyfundium tęczyńskie. Dobra i właściciele (XIV–XVII wiek); wydana w 1999; jej recenzentami byli Stanisław Szczur, Antoni Gąsiorowski i Feliks Kiryk).
Specjalizował się w genealogii, historii nowożytnej, historii średniowiecza oraz naukach pomocniczych historii. Uczestniczył w mediewistycznych międzynarodowych konferencjach naukowych, od 1996 był współpracownikiem Department of Medieval Studies of Central European University Budapest, w latach 1999–2002 i 2003–2006 był członkiem Rady Naukowej Instytutu Historii PAN. Był autorem ponad 140 publikacji naukowych.
Od 1994 do 2009 był redaktorem naczelnym „Zeszytów Historycznych WiN”. W 2003 kombatanci Zrzeszenia „Wolność i Niezawisłość” wybrali go na prezesa Stowarzyszenia Społeczno-Kombatanckiego Zrzeszenie Wolność i Niezawisłość.
Wykładał na Chrześcijańskim Uniwersytecie Robotniczym. Od 1997 do 2001 pracował jako nauczyciel historii w V Prywatnym Liceum przy ul. Smoleńsk w Krakowie. Od lutego 2002 był profesorem w Państwowej Wyższej Szkole Zawodowej w Przemyślu (od 2006 Państwowej Wyższej Szkole Wschodnioeuropejskiej; pracował tam jako kierownik Zakładu Historii Starożytnej i Średniowiecznej, od 2004 do 2005 dyrektor Instytutu Historii i Archiwistyki PWSZ, od 2002 do 2010 członek Senatu PWSZ/PWSW). Od 2009 do 2010 prowadził wykłady z zakresu historii ustroju Polski w krakowskiej Wyższej Szkole Filozoficzno-Pedagogicznej Ignatianum.
W latach 1989–2000 pełnił funkcję przewodniczącego koła NSZZ „Solidarność” krakowskich placówek Instytutu Historii PAN. W 1990 wstąpił do Partii Republikańskiej, a w 1991 przystąpił z nią do Koalicji Republikańskiej. W 1992 został członkiem Partii Chrześcijańskich Demokratów. W wyborach w 1993 kandydował do Sejmu z 21. miejsca na liście wyborczej KKW „Ojczyzna” w okręgu obejmującym województwo krakowskie, otrzymując 235 głosów. Pod koniec lat 90. działał w Stronnictwie Konserwatywno-Ludowym. Od 2008 był członkiem Stowarzyszenia „NZS 1980”.
Po utworzeniu Instytutu Pamięci Narodowej został pierwszym dyrektorem oddziału IPN w Krakowie. 21 września 2005 Kolegium IPN rekomendowało jego kandydaturę Sejmowi na stanowisko prezesa tej instytucji. 9 grudnia tego samego roku jego kandydatura została zaakceptowana przez Sejm (większością 332 głosów), a 22 grudnia zatwierdzona przez Senat. Pięcioletnią kadencję rozpoczął po złożeniu przed Sejmem ślubowania w dniu 29 grudnia 2005.
Należał do Polskiego Towarzystwa Historycznego, Polskiego Towarzystwa Heraldycznego oraz Towarzystwa Przyjaciół Nauk w Przemyślu.
Zginął 10 kwietnia 2010 w wyniku katastrofy polskiego samolotu Tu-154M w Smoleńsku w drodze na obchody 70. rocznicy zbrodni katyńskiej. 15 kwietnia 2010 w Przemyślu odbył się marsz pamięci ku jego czci. Uroczystości pogrzebowe odbyły się 23 kwietnia 2010 w Krakowie. Msza odprawiona została w Kościele Świętych Apostołów Piotra i Pawła, następnie Janusz Kurtyka został pochowany w Alei Zasłużonych na cmentarzu Rakowickim (kwatera: LXIXPASB, rząd: 1, miejsce: 10). 20 marca 2012 na polecenie prokuratora prokuratury wojskowej prowadzącego śledztwo w sprawie katastrofy w Smoleńsku przeprowadzono ekshumację jego ciała. 26 marca 2012 na cmentarzu Rakowickim odbył się ponowny pogrzeb Janusza Kurtyki.

## Życie prywatne
Rodzicami Janusza Kurtyki byli, pochodzący z Radłowa: Stanisław (1930–1967), absolwent Akademii Górniczo-Hutniczej, inżynier w przedsiębiorstwie Elektroprojekt oraz Stanisława z domu Jasek (ur. 1932), zatrudniona w administracji przedsiębiorstwa Transbud w Nowej Hucie. Młodszym synem małżonków jest Andrzej.  Kurtyka wychowywał się w Nowej Hucie. Od 1983 był żonaty z Zuzanną z domu Wypasek, lekarką. Mieli dwóch synów: Pawła i Krzysztofa.
W kwietniu 2009 w mediach został opublikowany list, który Krzysztof Hejke skierował do prezydenta RP Lecha Kaczyńskiego, jednocześnie przesyłając jego kopię do Marszałka Sejmu (Bronisław Komorowski) i do Kolegium IPN. Przekazał w nim głowie państwa informacje o tym, że jego żona Katarzyna Gójska-Hejke została uwiedziona przez prezesa IPN, Janusza Kurtykę, który miał jej przekazywać tajne dokumenty z IPN, wykorzystywane przez nią następnie do tworzenia artykułów prasowych na temat lustracji i publikowanych w „Gazecie Polskiej”. W tej sprawie śledztwo podjęła Prokuratura Okręgowa Warszawa-Praga. W listopadzie 2009 prokuratura umorzyła śledztwo w sprawie domniemanego ujawnienia lub też bezprawnego wykorzystania tajemnicy państwowej przez prezesa IPN, J. Kurtykę.
W 2011 r. żona Zuzanna Kurtyka bezskutecznie ubiegała się o mandat senatora z ramienia PiS.

## Odznaczenia, wyróżnienia i nagrody
W 2007 został odznaczony ukraińskim Orderem „Za Zasługi” trzeciego stopnia. 3 kwietnia 2009 został odznaczony przez prezydenta Lecha Kaczyńskiego Krzyżem Komandorskim z Gwiazdą Orderu Odrodzenia Polski. 16 kwietnia 2010 pośmiertnie odznaczony Krzyżem Wielkim Orderu Odrodzenia Polski przez marszałka Sejmu Bronisława Komorowskiego wykonującego obowiązki prezydenta RP na wniosek Kapituły Orderu Odrodzenia Polski, za wybitne zasługi w służbie państwu i społeczeństwu. 29 października 2015, za zasługi w działalności na rzecz niepodległości i suwerenności Polski oraz respektowania praw człowieka w Polskiej Rzeczypospolitej Ludowej, został pośmiertnie odznaczony Krzyżem Wolności i Solidarności.

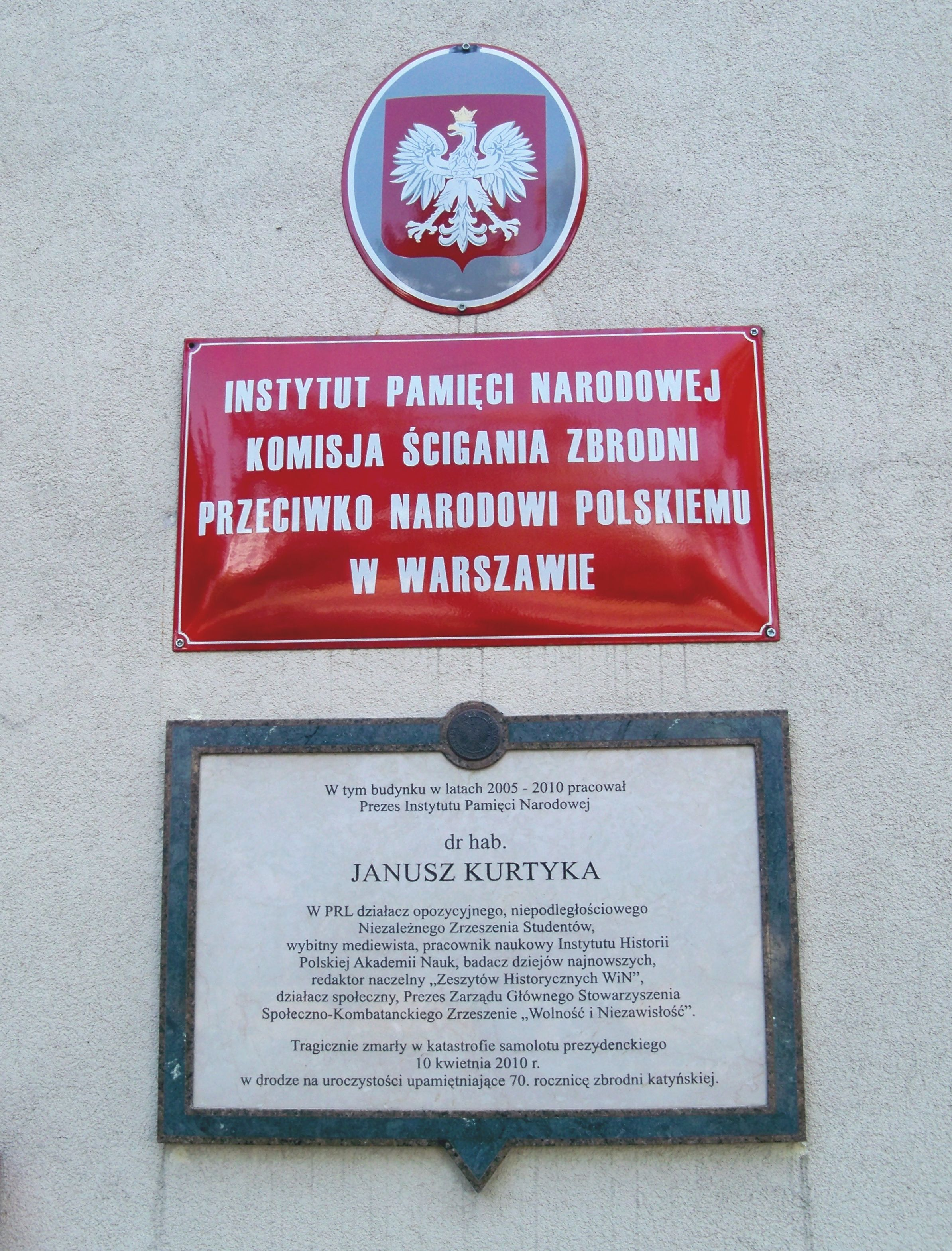
Tablica upamiętniająca Janusza Kurtykę na siedzibie IPN

Za rozprawę doktorską został wyróżniony Nagrodą im. Adama Heymowskiego przyznawaną przez Polskie Towarzystwo Heraldyczne (1996) i II nagrodą w Konkursie im. Klemensa Szaniawskiego przyznawaną przez Towarzystwo Popierania i Krzewienia Nauk w Warszawie (1998). Ponadto otrzymał Nagrodę im. Joachima Lelewela (2000) oraz Nagrodę im. Jerzego Łojka (2001). W 2007 tygodnik „Gazeta Polska” przyznał mu tytuł „Człowieka Roku 2006”. 9 czerwca 2010 pośmiertnie uhonorowano go nagrodą Kustosza Pamięci Narodowej.

## Upamiętnienie
Januszowi Kurtyce poświęcono tablice pamiątkowe: na Pałacu Konopków w Wieliczce (odsłonięta 13 sierpnia 2010), na elewacji siedziby IPN przy ul. Towarowej 28 w Warszawie (odsłonięta 8 października 2010), w kościele św. Kazimierza w Krakowie (odsłonięta 8 kwietnia 2011), w Węgrowie (odsłonięta 9 kwietnia 2013) w kościele św. Józefa Oblubieńca Najświętszej Maryi Panny w Krakowie (odsłonięta 14 kwietnia 2013). 8 października 2010 Centrum Edukacyjne IPN Przystanek Historia przy ulicy Marszałkowskiej 21/25 w Warszawie otrzymało imię Janusza Kurtyki.
14 kwietnia 2011 na terenie Państwowej Wyższej Szkoły Wschodnioeuropejskiej w Przemyślu został odsłonięty obelisk upamiętniający ofiary zbrodni katyńskiej oraz ofiary katastrofy smoleńskiej, w tym w sposób szczególny parę prezydencką Lecha i Marię Kaczyńskich oraz Janusza Kurtykę, byłego profesora tej uczelni.
W 2014 Stowarzyszenie Dziennikarzy Polskich rozpoczęło przyznawanie Nagrody im. Janusza Kurtyki za publikacje o tematyce historycznej.

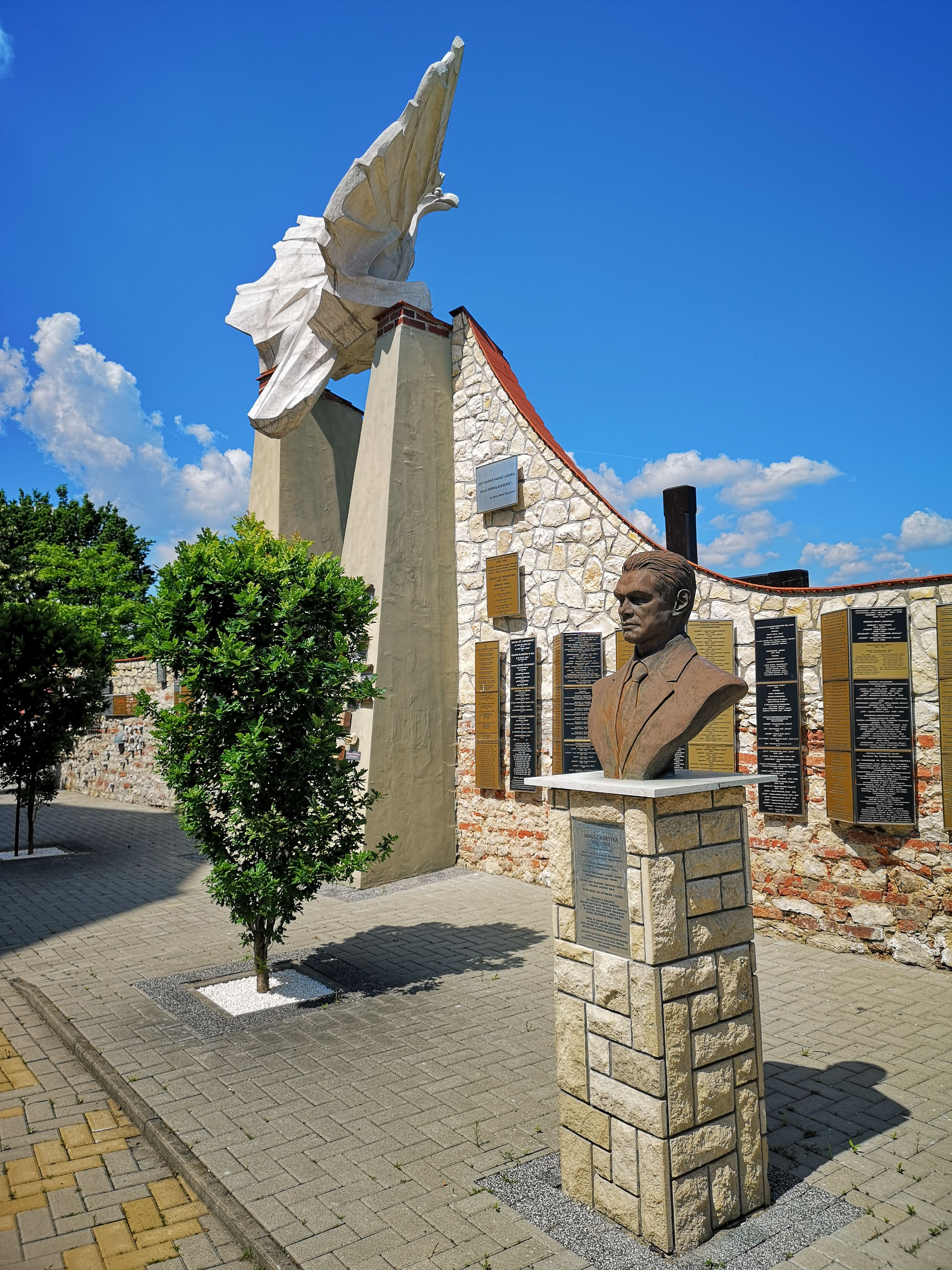
Pomnik Janusza Kurtyki w Morawicy

Popiersia Janusza Kurtyki zostały odsłonięte na Górze Przemienienia w Morawicy (2014) i w Panteonie Bohaterów Sanktuarium Narodowego na cmentarzu Poległych w Bitwie Warszawskiej w Ossowie (2015).
W 2015 r. powołana została Fundacja im. Janusza Kurtyki, której celem jest m.in. upowszechnianie tradycji narodowej i obywatelskiej oraz promocja polskiej historii i historiografii poza granicami kraju.
W listopadzie 2020 rada miasta stołecznego Warszawy przyjęła uchwałę o nadaniu jednej z ulic dzielnicy Mokotów imienia Janusza Kurtyki. Tabliczki z nazwą ulicy Janusza Kurtyki pojawiły się na warszawskim Służewcu 31 grudnia 2020.
W październiku 2021 imię Janusza Kurtyki otrzymało rondo w ciągu ul. Wita Stwosza w Krakowie. Decyzję o nadaniu imienia podjęła, na sesji 7 lipca 2021, Rada Miasta Krakowa.

## Publikacje
- Generał Leopold Okulicki „Niedźwiadek” (1898–1946), 1989
- Konspiracja i opór społeczny na Podkarpaciu w okresie PRL (red.), 2007
- Latyfundium Tęczyńskie. Dobra i właściciele (XIV–XVII wiek), 1999
- Odrodzone królestwo. Monarchia Władysława Łokietka i Kazimierza Wielkiego w świetle nowszych badań, 2001
- Tęczyńscy. Studium z dziejów polskiej elity możnowładczej w średniowieczu, 1997
- Podole w czasach Jagiellońskich. Studia i materiały, 2011
- Z dziejów agonii i podboju. Prace zebrane z zakresu najnowszej historii Polski, 2011
- Janusz Kurtyka w mediach, Rzeczpospolita wolnych ludzi, 2015 (zbiór tekstów Janusza Kurtyki i wywiadów z nim z lat 2000–2010[36])